# Barry Nalebuff
Barry J. Nalebuff, né le 11 juillet 1958, est un professeur de management à la Yale School of Management. C'est un expert dans la stratégie de l'entreprise et la théorie des jeux, ainsi que de nombreux autres sujets.

## Éducation
Nalebuff est sorti diplômé en 1980 du MIT, avec des diplômes en économie et en mathématiques. Il a ensuite obtenu son diplôme de master et doctorat en économie de l'Université d'Oxford avec une Bourse Rhodes.

## Carrière universitaire
Avant de rejoindre la faculté de l'université de Yale, Nalebuff était un membre de la Junior Society of Fellows à l'Université de Harvard, et a travaillé comme assistant professor à l'Université de Princeton.
Il a co-fondé l'entreprise Honest Tea, et il est l'auteur de nombreux articles et plusieurs livres. Il a tiens une colonne semi-régulière dans le magazine business Forbes avec le professeur Ian Ayres, intitulée "Why Not?" ("Pourquoi pas ?")

## Ouvrages
- Barry Nalebuff et Avinash K. Dixit, Thinking Strategically : The Competitive Edge in Business, Politics, and Everyday Life, New York, Norton, 1991, 393 p. (ISBN 978-0-393-02923-9)
- Barry Nalebuff et Adam M. Brandenburger, Co-opetition: A Revolution Mindset that Combines Competition and Cooperation... The Game Theory Strategy that's Changing the Game of Business, Currency, 1996 (ISBN 0-385-47949-2)
- Barry Nalebuff, Ravi Kanbur, Bruce Greenwald et Arnott Richard, Economics for an Imperfect World : Essays in Honor of Joseph E. Stiglitz, Cambridge, Massachusetts, MIT Press, 2003, 702 p. (ISBN 978-0-262-01205-8, présentation en ligne)
- Barry Nalebuff et Ian Ayres, Why Not? : How to Use Everyday Ingenuity to Solve Problems Big and Small, Harvard Business School Press, 2003, 238 p. (ISBN 1-59139-153-9),  (ISBN 978-1-4221-0434-7),  (ISBN 1-4221-0434-6)
- Barry Nalebuff et Avinash K. Dixit, The Art of Strategy : A Game Theorist's Guide to Success in Business & Life, New York, W.W. Norton & Co, 2008, 483 p. (ISBN 978-0-393-06243-4)
- Barry Nalebuff et Seth Goldman, Mission in a Bottle : The Honest Guide to Doing Business Differently—and Succeeding, New York, Crown Business, 2013, 278 p. (ISBN 978-0-7704-3749-7)